# Pia Hierzegger

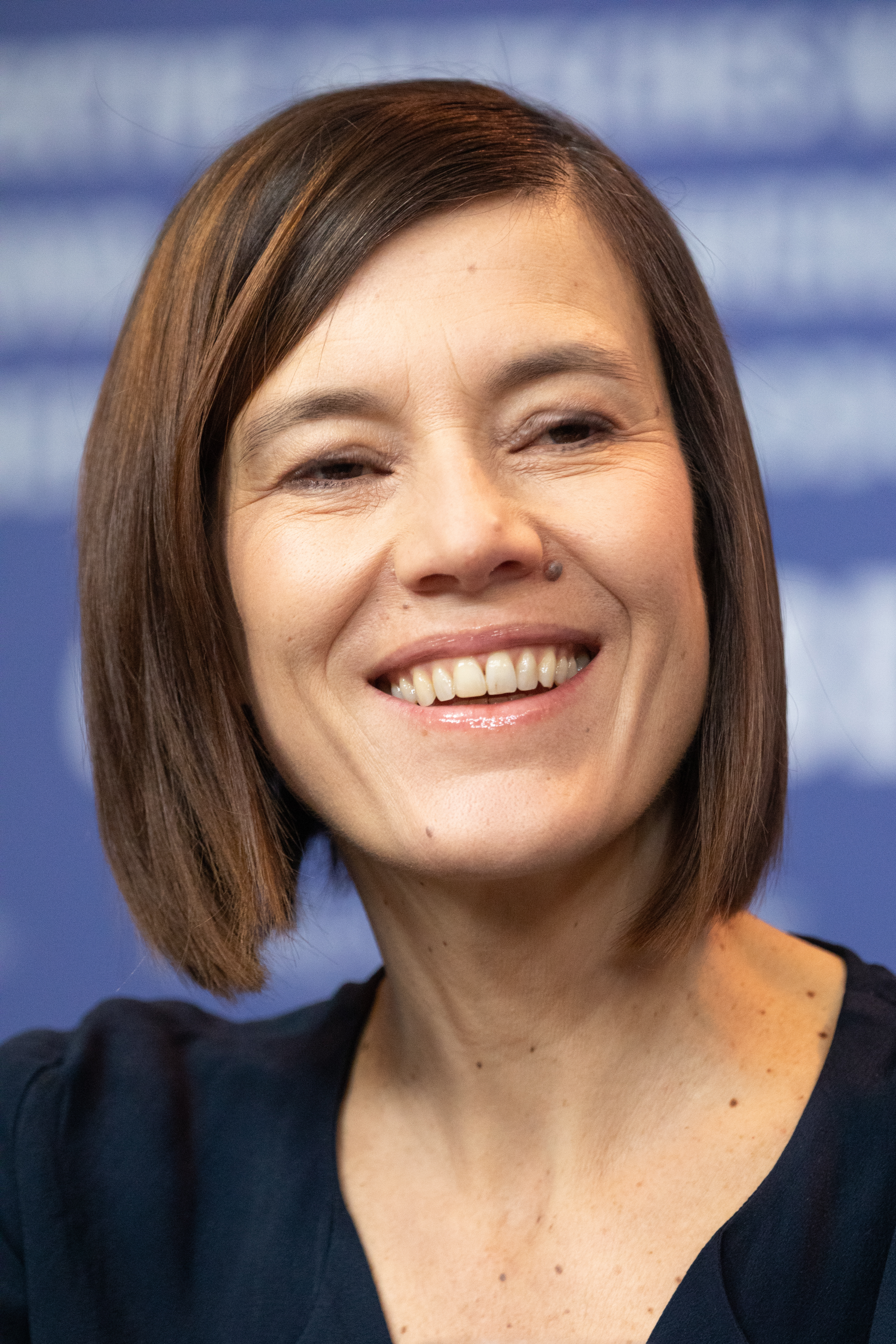
Pia Hierzegger (2019)

Pia Hierzegger (* 2. Februar 1972 in Graz) ist eine österreichische Theater- und Filmschauspielerin sowie Regisseurin, Drehbuchautorin und Moderatorin.

## Biographie
Pia Hierzegger wurde 1972 als Tochter einer Hausfrau und eines Architekten in Graz geboren, wo sie auch aufwuchs. Sie studierte Germanistik und Anglistik bis zum Bachelor-Abschluss in Graz.
Die gebürtige Steirerin gehört zur Grazer Off-Theater-Gruppe Theater im Bahnhof. Sie spielte 2004 in der österreichischen Filmproduktion Nacktschnecken unter der Regie von Michael Glawogger mit. Hierzegger verkörperte darin die Rolle der Mao. 2009 wurde mit demselben Personal eine Fortsetzung unter dem Titel Contact High gedreht. Regie führte wiederum Glawogger. Pia Hierzegger war unter anderem auch in Slumming und in der Verfilmung von Wolf Haas Roman Der Knochenmann (Regie: Wolfgang Murnberger) zu sehen.
Mit dem Theaterstück vernetzt denken gewann sie 2007 den Augsburger-Stücke-Wettbewerb. In der Spielzeit 2009/10 dramatisierte Pia Hierzegger den Roman Das ewige Leben von Wolf Haas im Schauspielhaus Graz für die Bühne. 2011 wurde dort auch ihr Stück Die Kaufleute von Graz uraufgeführt.
2025 stand Pia Hierzegger bei den Wiener Festwochen mit dem Stück The Second Woman, in dem sie die gleiche Szene 100 Mal mit 100 verschiedenen Partnern spielte, 24 Stunden lang durchgehend auf der Bühne.
Seit 2012 moderiert sie als Manu Stangl zusammen mit Michael Ostrowski die satirische Talkshow Demokratie – Die Show auf Puls 4.
Hierzegger ist mit dem Schauspieler und Kabarettisten Josef Hader liiert, mit dem sie in Der Knochenmann, Aufschneider, der ORF-Stadtkomödie Die Notlüge und für Wilde Maus gemeinsam vor der Kamera stand.

## Filmografie

### Darstellerin
- 2004: LKH (Kurzfilm)
- 2004: Nacktschnecken
- 2006: Slumming
- 2009: Der Knochenmann
- 2009: Herzerlfresser (Kurzfilm)
- 2009: Contact High
- 2010: Aufschneider (TV-Zweiteiler)
- 2011: Die Vaterlosen
- 2011: Hinterland (Kurzfilm)
- 2012: Schnell ermittelt (Folge: Karin Schwarz)
- 2014: High Performance – Mandarinen lügen nicht
- 2014: Adam
- 2015: Gruber geht
- 2016: Hotel Rock’n’Roll
- 2016: Was hat uns bloß so ruiniert
- 2017: Wilde Maus
- 2017: Stadtkomödie – Die Notlüge
- 2018: Womit haben wir das verdient?
- 2018: Der Tatortreiniger – Currywurst
- 2019: Der Boden unter den Füßen
- 2020: Die Toten vom Bodensee – Fluch aus der Tiefe
- 2020: Landkrimi – Waidmannsdank (Fernsehreihe)
- 2021: Krasnojarsk: Eine Endzeitreise in 360°
- 2021: Risiken und Nebenwirkungen
- 2022: Family Dinner
- 2022: Breaking the Ice
- 2023: Wie kommen wir da wieder raus?
- 2024: Ivo[6]
- 2024: Landkrimi – Bis in die Seele ist mir kalt (Fernsehreihe)[7]
- 2025: Altweibersommer

### Drehbuchautorin
- 2007: Her mit dem schönen Leben
- 2008: Mit Blick auf Wien
- 2009: Kommissar Rex – Ein tödliches Match
- 2017: Stadtkomödie – Die Notlüge
- 2020: Landkrimi – Waidmannsdank (Fernsehreihe)
- 2022: Schrille Nacht (Fernsehfilm)
- 2024: Landkrimi – Bis in die Seele ist mir kalt (Fernsehreihe)
- 2025: Altweibersommer[8]

### Regisseurin
- 2025: Altweibersommer

## Hörspiele
- Pia Hierzegger:  Vernetzt denken. Regie: Anouschka Trocker, Mitwirkende: Bettina Kurth, Martin Engler, Bernhard Schütz, Florian Steffens, Max Woithe, Merten Schroedter, Eva Meckbach, Fritz Hammer, Felix von Manteuffel, Leslie Malton, Christina Ertl-Shirley, 55 min., DLR 2012.

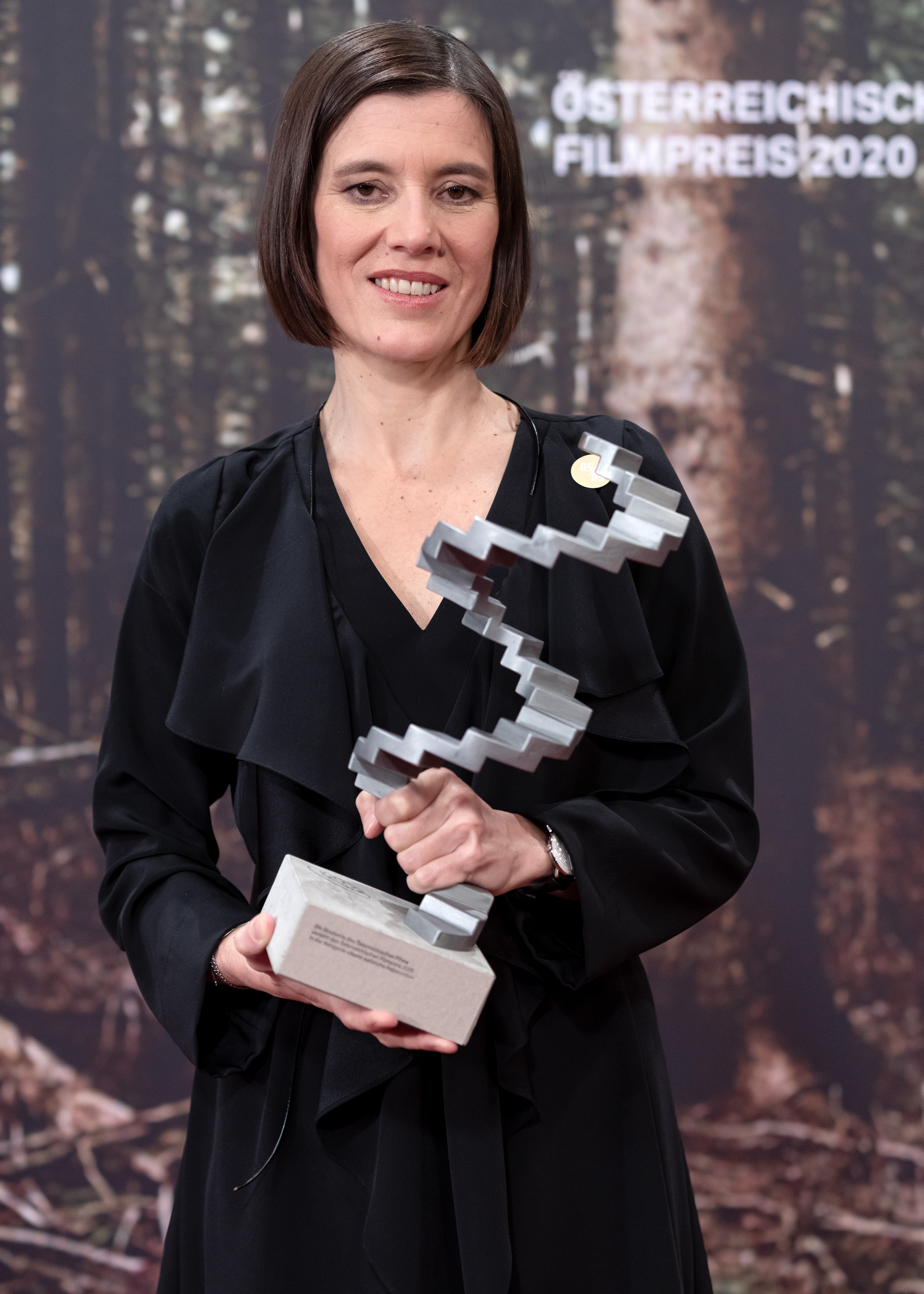
Pia Hierzegger mit dem Österreichischen Filmpreis 2020

## Auszeichnungen
- 2019: Großer Josef-Krainer-Preis[9]
- 2020: Österreichischer Filmpreis in der Kategorie Beste weibliche Nebenrolle für Der Boden unter den Füßen[10]
- 2023: Diagonale-Schauspielpreis für Family Dinner[11]